# Acanthospermum
Acanthospermum is een geslacht uit de composietenfamilie (Asteraceae). De soorten komen voor in het zuidoosten van de Verenigde Staten, het Caraïbisch gebied, zuidelijk Centraal-Amerika en Zuid-Amerika.

## Soorten
- Acanthospermum australe (Loefl.) Kuntze
- Acanthospermum consobrinum S.F.Blake
- Acanthospermum glabratum (DC.) Wild.
- Acanthospermum hispidum DC.
- Acanthospermum humile (Sw.) DC.
- Acanthospermum microcarpum B.L.Rob.